# Лепар, Дейв
Давид Роберто Хеллман (David Roberto Hellman; 28 мая 1980, Стокгольм — 20 января 2006, Уппсала), более известный как Дейв Лепард был ведущим вокалистом и гитаристом шведской глэм-метал-группы Crashdïet.

## Биография

### Карьера
В середине 1990-х годов он был вокалистом дэт-метал-группы под названием Warpath и играл на чаранго. Дейв сформировал группу Crashdïet в 2000 году, но в 2002 году группа распалась, и он продолжил с новым составом. Их музыка была основана на музыке 1980-х, таких как Mötley Crüe и Twisted Sister, и группа получила признание, особенно в Швеции.
Crashdïet выпустила четыре сингла с дебютного альбома Rest in Sleaze, которые были хитами в Швеции, — «Riot in Everyone», «Breakin' the Chainz», «Knokk 'Em Down» и «It's a Miracle».

### Дэйв и Crashdïet
Дэйв основал группу в 2000 с абсолютно другими участниками группы, не теми, кто играет там сейчас. Они выступали с концертами, снимались в фотосессиях и даже выпускали футболки и листовки. Оригинальный состав группы записал следующие демо:
Демо 1: Miss Pain

             California White

             Crazy Nights

             Cancer Dancer
Демо 2: Gimmie What I Need

             Queen Obscene

             Wishes And Dreams

             Riot Youth
Демо 3: Diamonds In The Rough

             Tracy
Некоторые из этих песен были также записаны со вторым составом — и именно эти записи сейчас наиболее распространены в Интернете. Первые версии песен, однако же, куда более сырые и брутальные, как хотел Дэйв, и также местами отличаются другими текстами и аранжировками (к примеру, Crazy Nights идет 7:08). Ещё одна заметная деталь для этих демо — в то время они использовали живого ударника, в отличие от компьютерной программы, к которой группа прибегла во время записей со вторым составом.
В то время у этого состава были серьезные проблемы. Готлэндс Дэйвид (Gotlands David, — прим.ред) — один из тех людей, кто кто был по-настоящему близким другом Дэйва и жил с ним на протяжении двух лет — рассказывает об этом в апреле 2007 (цитируя его сообщение с форума Crashdïet):

«Я наблюдал за всем, сидя на первом ряду. Как собирался первый состав и как он распался. Чувства Дэвида, когда они стали набирать обороты, и вдруг группа покидает его по каким-то идиотским причинам. Как он находил новых парней, одного за другим, и приводил их в нужную форму и стиль для фотосъемок и промоушна. Кроме Питера, у которого тогда уже был подходящий внешний вид. Как он осознал, что в этот раз у него всё получится. И у него действительно всё получилось».
Лисбет Хелльман, мама Дэйва, объясняет в июле 2008 (цитируя интервью для Rock Eyez):

«Они распались из-за того, что кто-то в группе употреблял наркотики, и Дэвид это ненавидел! И когда он выкинул этого парня из группы, другие двое тоже сказали „прощай“. Они были старыми друзьями и выросли вместе… но Дэвид не сильно расстраивался».
Существуют также альтернативные версии истории, почему распался первый состав.
Дэйв Лепард упоминал первый состав в нескольких интервью:
- Пример 1 (англ.)
- Пример 2 (англ.)

Дэйв собрал Crashdïet с новыми участниками. Несмотря на всё, у нового состава также были серьезные проблемы. Прошло немало времени, пока группа официально признала это.

## Смерть
В январе 2006 года 25-летний Дэйв покончил жизнь самоубийством, повесившись в своей квартире после приступа депрессии.
Дэйв Лепард был найден мертвым (по причине самоубийства) 20 января 2006. На следующий же день Crashdïet заявили шведской газете Expressen: «Crashdïet kommer definitivt inte att fortsätta som band» / «Crashdïet точно не станут продолжать как группа» (Expressen, 21-е января 2006). Но по факту группа была уже распущена ещё до смерти Дэйва, но официальная история от группы тогда (и, очевидно, сейчас) гласит, что распад произошёл прямо после.

## Дискография

### Crashdïet
- Rest in Sleaze (2005)